# Long-Beach-Erdbeben
Das Long-Beach-Erdbeben vom 10. März 1933 war ein Erdbeben der Stärke 6,4 auf der Richter-Skala. Es ist benannt nach der im US-Bundesstaat Kalifornien liegenden Stadt Long Beach, das Epizentrum lag aber vor der Küste des nahen Huntington Beach an der Newport-Inglewood-Verwerfung. Das Beben forderte 115 Todesopfer und zerstörte zahlreiche Gebäude, vor allem solche, die aus Ziegelsteinen errichtet waren. Das Long-Beach-Beben führte zum Field Act von 1933, ein Gesetz, welches die erdbebensichere Bauweise von öffentlichen Schulen in Kalifornien regelt.